# Platyplastinx tango
Platyplastinx tango är en tvåvingeart som beskrevs av Quate och Brown 2004. Platyplastinx tango ingår i släktet Platyplastinx och familjen fjärilsmyggor.
Artens utbredningsområde är Costa Rica. Inga underarter finns listade i Catalogue of Life.